# 守銭奴の死
『守銭奴の死』（しゅぜんどのし、蘭: De dood van een vrek、英: Death and the Miser）は、初期ネーデルラント絵画の巨匠ヒエロニムス・ボスが1485-1490年ごろに板上に油彩で制作した絵画である。本作は、いくつかに分断された三連祭壇画の一部であった。描かれているのは、ベッドで臨終の際にいながら天国を選ぶか地獄を選ぶかの迷妄に捉われている男である。作品は、1952年に米国の実業家サミュエル・ヘンリー・クレス氏からワシントンD.C.のナショナル・ギャラリーに寄贈された。

## 祭壇画

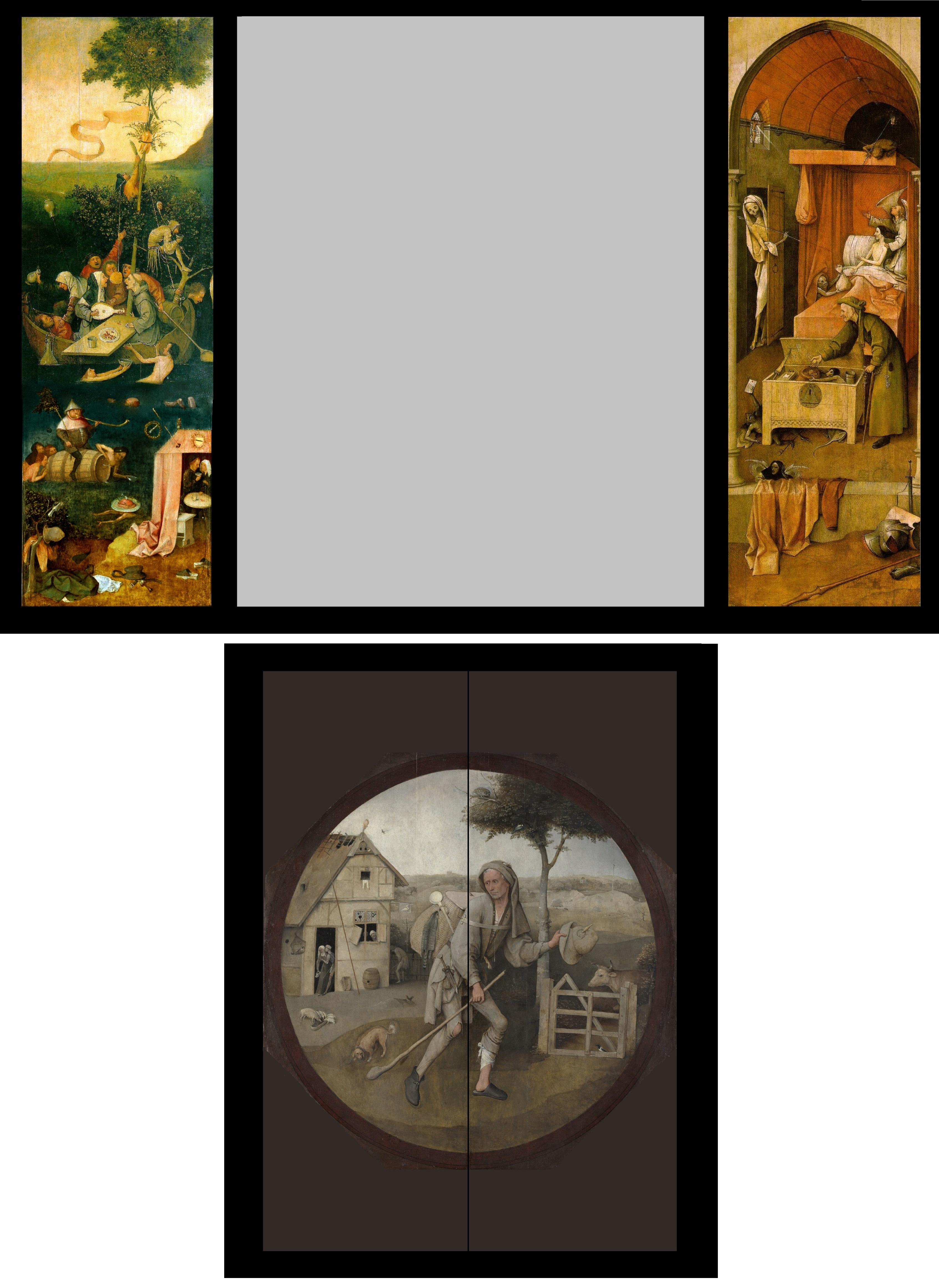
本来の三連祭壇画の左右両翼パネルの再構築。左側パネルの上部は『愚者の船』で、下部は『大食と快楽の寓意』。右側パネルは『守銭奴の死』。下は『放蕩息子』で、三連祭壇画の失われた中央パネルの外側パネルであったと思われる。

本作は、『愚者の船』 (ルーヴル美術館)、『大食と快楽の寓意』(エール大学付属美術館) 、『放浪者』(ボイマンス・ヴァン・ベーニンゲン美術館、ロッテルダム) とともに三連祭壇画を構成していた。事実、本作、『愚者の船』、『大食と快楽の寓意』、『放浪者』は、同じ木から採られた板に描かれていることが明らかになっている。これらの作品はまた、左上から右下へと描き込まれた平行な線 (ハッチング線) においても共通している。おそらく左利きの画家ボスによる同じ線だと考えられる。
三連祭壇画の左翼パネルであった『愚者の船』および『快楽と大食の寓意』と、右翼パネルであった『守銭奴の死』は、放蕩と吝嗇の両極端を表していたのであろう。左翼パネルが『愚者の船』と『大食と快楽の寓意』に分断されているのに対し、右翼パネルであった『守銭奴の死』はほぼ原形をとどめている。

## 作品

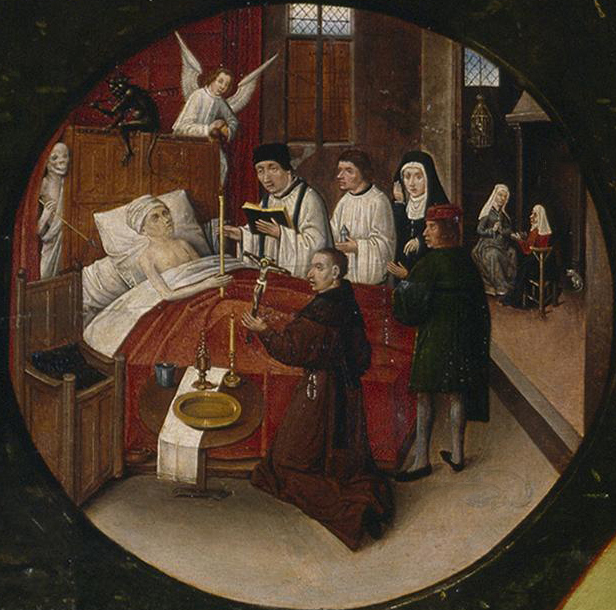
『七つの大罪と四終』中の「罪人の死」

カマボコ型の天井の狭い寝室で、ベッドにいる裸の男が臨終を迎えている。ボスの『七つの大罪と四終』 (プラド美術館) の「死」の場面と同じく、不気味な骸骨が戸口から入り込み、この男に死をもたらす矢を向けている。傍らの天使が窓辺にある十字架像に注意を促すが、守銭奴の男は悪魔が差し出す金袋のほうに思わず手を差し出す。その様子を画面上部右側のベッドの天蓋にいるもう1人の悪魔が覗き見ている。この悪魔が持っているランタンには地獄の火が入っており、上部左側の十字架像の横から入っている神の光と対照をなしている。
ベッドの足元の長持ちの中では別の悪魔が金袋を持っていて、そこに杖をついた老人が金を入れている。左手にロザリオを握っているものの、彼の関心はもっぱら蓄財のようである。この老人は「貪欲」の誘惑に襲われている臨終の男と同一人物であろう。手前の胸壁には高価な布地がかかり、そばに剣や甲冑が置いてある。それはかつての男の「傲慢」を示すものであるが、死を前にしてはすべてが虚しい。

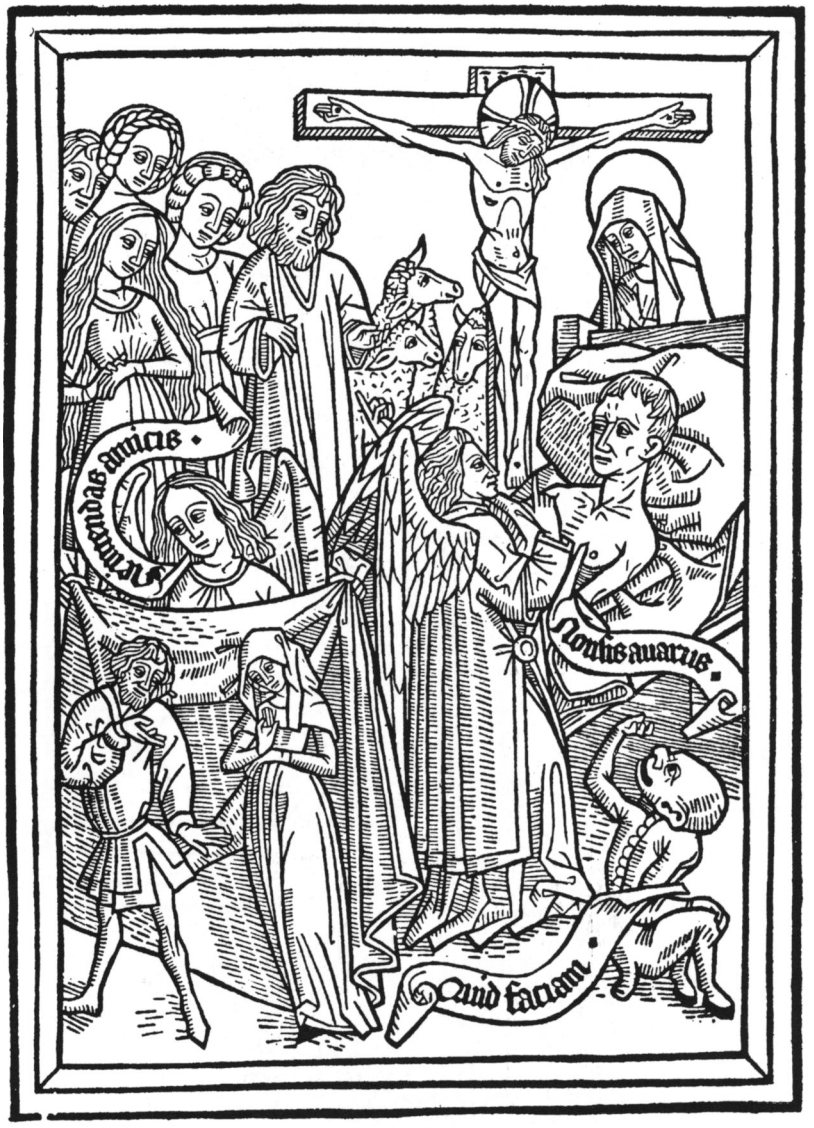
ケルンで制作された木版画、『臨終の心得』 (Ars Moriendi) の10章より。1450年ごろ。

これらの描写は、15世紀に人気があり、特にドイツとオランダで数多く出版された精神修養書『臨終の心得』 (Ars Moriendi) から示唆されたものであろう。この小冊子は、臨終の床に集まる悪魔がいかにして死にゆく者に次々と誘惑をしかけてくるか、そして天使がいかにして彼を慰め、死神との戦いで勇気づけるか記している。この書では、最後に天使が勝利して霊魂を天に運ぶ一方で、悪魔は絶望の叫びを轟かせる。しかし、ボスの本作では、結末はそれほど確かではない。
なお、画面手前にある胸壁の左側には羽根のついた人物がもたれかかっているが、この人物はボスの作品にしばしば登場しており、ボスの署名のようなものになっている。ボスの自画像なのであろうか。